# LA軍
LA軍（らぐん）は日本のライトノベル作家。主に小説家になろうに投稿しており、複数の本を出版している。第6回ネット小説大賞に『拝啓、天国の姉さん…勇者になった姪が強すぎて──叔父さん…保護者とかそろそろ無理です。』が入賞。

## 書籍化された作品
- 『拝啓、天国の姉さん…勇者になった姪が強すぎて──叔父さん…保護者とかそろそろ無理です。』TOブックス、イラスト：三登いつき
- 『コキ使われて追放された元Sランクパーティのお荷物魔術師の成り上がり 〜「器用貧乏」の冒険者、最強になる〜』ダッシュエックス文庫、イラスト：ユキバスターZ
- 『追放されたSランクパーティのサモナー。転職してテイマーになるはずが女神の誤字のせいでタイマーにされ、仲間からゴミ扱い。でも実は最強の「時使い」でした』PASH!ブックス、イラスト：ぴず
- 『ダメスキル【自動機能】が覚醒しました 〜あれ、ギルドのスカウトの皆さん、俺を「いらない」って言ってませんでした?』Kラノベブックス、イラスト：潮一葉
- 『ドイツ軍召喚ッ!〜勇者達に全てを奪われたドラゴン召喚士、元最強は復讐を誓う〜』アース・スターノベル、イラスト：山椒魚
- 『SSランクパーティでパシリをさせられていた男。ボス戦で仲間に見捨てられたので、ヤケクソで敏捷を9999まで極振りしたら『光』になった……』ダッシュエックス文庫、イラスト：猫月ユキ
- 『14歳のざまぁ無双』BKブックス、イラスト：へるにゃー
- 『Sランクパーティから解雇された【呪具師】 〜『呪いのアイテム』しか作れませんが、その性能はアーティファクト級なり……!〜』HJノベルス、イラスト：西ノ田、キャラクター原案：小川錦
- 『拝啓、天国の姉さん、勇者になった姪がエロすぎて──叔父さん、保護者とかそろそろ無理です』美少女文庫、イラスト：菊池政治